# Tipula churchillensis
Tipula churchillensis är en tvåvingeart som beskrevs av Alexander 1940. Tipula churchillensis ingår i släktet Tipula och familjen storharkrankar. Inga underarter finns listade i Catalogue of Life.